# Francesco Audisio
Pour les articles homonymes, voir Audisio.
Francesco Audisio (né à Turin le 23 décembre 1901 et mort le 8 janvier 1992) est un joueur italien de football, qui évoluait au poste d'ailier.

## Biographie
Durant sa carrière, Audisio n'a joué que pour un seul club, celui de sa ville natale : les turinois de la Juventus FC, entre 1923 et 1924.
Il joue sa première rencontre avec les bianconeri contre l'AS Livourne Calcio lors d'un match du 14 octobre 1923, avec à la clé une défaite 3-2. Sa dernière confrontation a lieu contre le Calcio Padoue le 30 mars 1924 lors d'une victoire 3-0. Il a en tout joué 19 confrontations avec le club de la Juventus, et a inscrit deux réalisations.

### Statistiques
| Saison         | Club           | Championnat     | Championnat | Championnat |
| Saison         | Club           | Compétition     | Matchs      | Buts        |
| -------------- | -------------- | --------------- | ----------- | ----------- |
| 1923-1924      | Juventus       | Prima Divisione | 19          | 2           |
| Total Juventus | Total Juventus |                 | 19          | 2           |
| Total carrière | Total carrière |                 | 19          | 2           |